# Sleepless (The X-Files)
«Sleepless» es el cuarto episodio de la segunda temporada de la serie de televisión de ciencia ficción The X-Files. El episodio se emitió por primera vez en los Estados Unidos el 7 de octubre de 1994 en la cadena Fox. El episodio fue escrito por el productor supervisor Howard Gordon y dirigido por Rob Bowman. «Sleepless» obtuvo una calificación Nielsen de 8,6 y fue visto por 8,2 millones de hogares. El episodio recibió críticas en su mayoría positivas de los críticos.
El programa se centra en los agentes especiales del FBI Fox Mulder (David Duchovny) y Dana Scully (Gillian Anderson) que trabajan en casos relacionados con lo paranormal, llamados expedientes X. En este episodio, a Mulder se le asigna un nuevo socio, Alex Krycek (Nicholas Lea). Los dos investigan un caso en el que médicos e infantes de marina que formaban parte de un experimento de privación del sueño están siendo asesinados.
«Sleepless» presentó lo que se convertiría en el personaje recurrente de Alex Krycek, interpretado por Nicholas Lea. Howard Gordon, el escritor del episodio, se inspiró en varios casos de insomnio. Durante la primera temporada, Chris Carter había escrito un episodio con una temática similar, pero dejó de trabajar en él cuando se sintió «descontento» con el resultado.

## Argumento
En la ciudad de Nueva York, el Dr. Saul Grissom encuentra un incendio fuera de su apartamento. Los bomberos llegan y evacuan el edificio. Un hombre que está siendo evacuado tiene una marca horizontal distintiva en la nuca; mientras lo evacuan, mira hacia el apartamento de Grissom y sonríe con complicidad. Los bomberos no encuentran ningún incendio ni ningún daño relacionado, pero descubren el cuerpo sin vida de Grissom en su apartamento.
Fox Mulder recibe de forma anónima un casete de la llamada al 911 de Grissom. Intenta tomar el caso, solo para enterarse de que otro agente del FBI, Alex Krycek, lo abrió primero. Decidiendo dejar a Krycek al margen, Mulder llama a Dana Scully (Gillian Anderson) y le pide que realice la autopsia de Grissom. Mulder luego se dirige a la clínica de Grissom en Stamford, Connecticut, donde se enfrenta a un Krycek enojado. Los dos viajan de regreso a Quantico para ver a Scully, quien dice que el cuerpo de Grissom no mostró signos de fuego, pero parece haber creído biológicamente que se estaba quemando.
Mientras tanto, en un apartamento de Brooklyn, un compañero ex marine, Augustus Cole, se acerca al veterano de Vietnam Henry Willig. De repente aparece un grupo de vietnamitas heridos y le disparan. Al examinar el cadáver de Willig, Mulder y Krycek encuentran una cicatriz en su cuello y se dan cuenta de que estaba en una unidad de reconocimiento de la Marina estacionada en Vietnam en 1970, y uno de los dos sobrevivientes, el otro era Cole. Se dirigen al hospital VHA en Nueva Jersey donde descubren que Cole fue dado de alta, a pesar de que su médico no recuerda haberlo hecho. Mulder conoce a un informante misterioso llamado «X», quien le da información sobre un proyecto militar secreto que realizó Grissom donde erradicó la necesidad de dormir a través de una lobotomía. X le proporciona el nombre de Salvatore Matola, un miembro del escuadrón que fue reportado erróneamente como muerto en acción.
Un hombre que coincide con la descripción de Cole roba una farmacia. Mulder y Krycek llegan, pero no antes de que se escuchen dos disparos desde la habitación donde se cree que está Cole. Parece que los dos agentes que estaban en la habitación con él se dispararon entre sí. Cole escapa. Mulder cree que los años de insomnio de Cole le han proporcionado habilidades ilusorias. Mulder y Krycek se encuentran con Matola poco después, quien dice que no ha dormido en veinticuatro años debido al experimento. Él revela que había otro médico que formaba parte del equipo, el Dr. Girardi, y que él fue quien realmente realizó las lobotomías.
Mulder y Krycek se dirigen a una estación de metro, donde se espera que llegue el Dr. Girardi para el funeral de Grissom. Mulder ve a Cole allí, y Cole parece dispararle a Girardi, pero se muestra que esto está en la cabeza de Mulder. En realidad, Cole capturó a Girardi y lo mantiene como rehén, a punto de mostrarle un destino similar al de sus otras víctimas. Al buscar imágenes de vigilancia, los agentes rastrean su ubicación y encuentran a Girardi herido. Mulder encuentra a Cole, que está listo para suicidarse. Krycek, creyendo que Cole está sosteniendo un arma en lugar de la Biblia que en realidad está sosteniendo, le dispara y Cole muere a causa de sus heridas. Mulder y Scully descubren que faltan los dos archivos del caso.
Krycek informa al fumador y a otros, diciéndoles que la disolución de los expedientes X y la separación de Mulder y Scully han sido ineficaces, y su determinación es solo más fuerte. También señala que Scully es un problema mayor de lo que esperaban.

## Producción

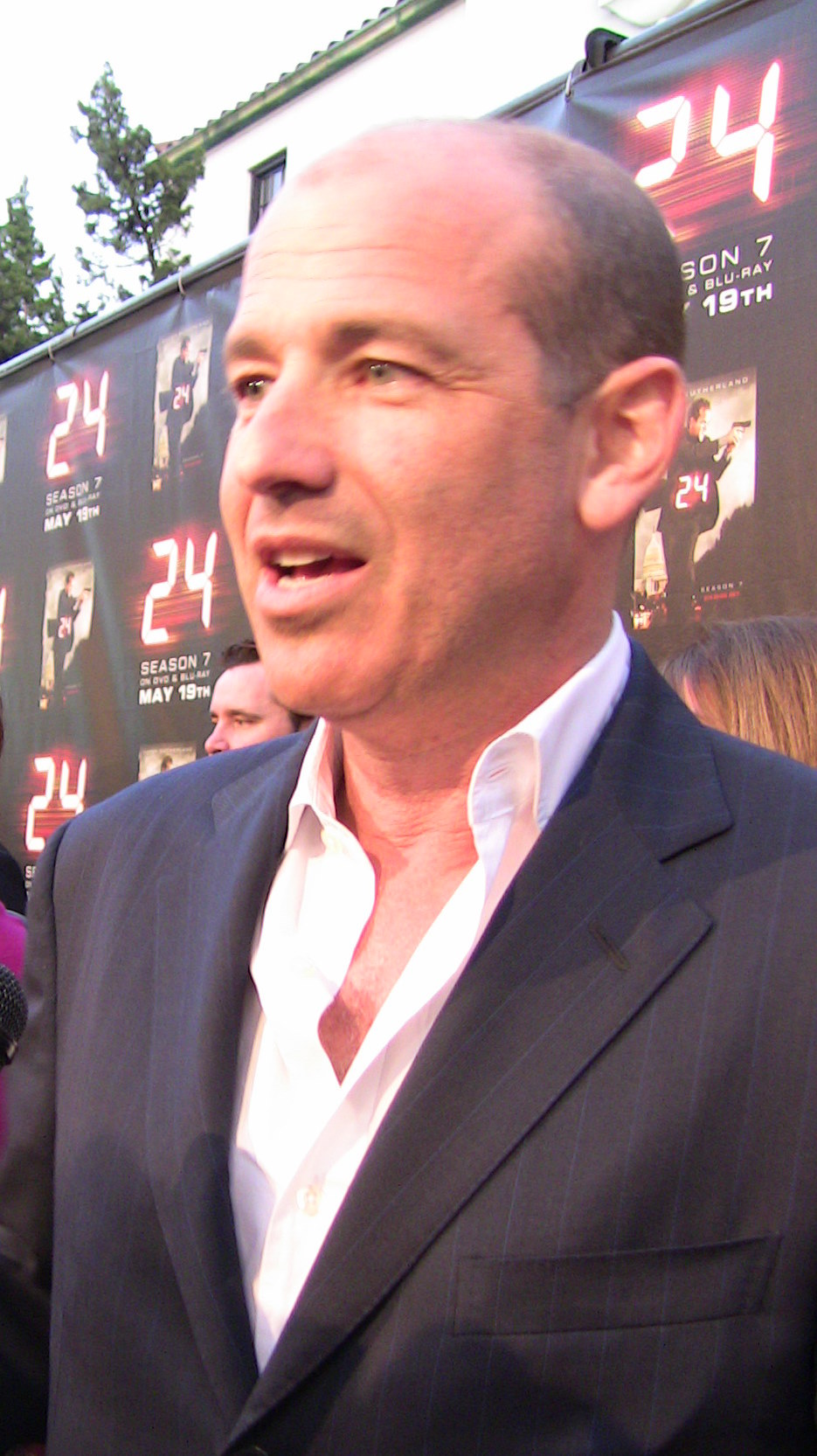
El episodio fue escrito por Howard Gordon.

El escritor Howard Gordon se inspiró inicialmente para escribir este episodio basado en el insomnio que sufría en ese momento. Gordon, quien escribió muchos episodios con Alex Gansa en la primera temporada, hizo su debut como escritor en solitario con este episodio. Originalmente, Chris Carter había escrito un guion para la primera temporada, que compartía el mismo tema que «Sleepless». El concepto original del episodio de Carter era «¿Qué hace al soldado perfecto?» También le gustó el giro en el sueño, señalando que «dormir es donde se liberan los demonios en nuestros sueños». Explicó que los personajes de «Sleepless» estaban obsesionados por sus recuerdos en la vida real porque no podían dormir. Carter ve este episodio como uno de sus favoritos.
Este episodio marcó la primera aparición de Nicholas Lea como Alex Krycek. Carter tenía mucho interés en Krycek, porque reemplazó a Dana Scully como la nueva pareja de Mulder. Lea había aparecido previamente como un personaje diferente en el episodio de la primera temporada, «Gender Bender». Bowman, que había dirigido «Gender Bender», pensó que Lea «era una buena [...] elección para un agente del FBI recién salido de Quantico». Al crearlo, los escritores siempre tuvieron en mente que sería un personaje recurrente, mientras que acordaron que si el personaje no funcionaba, lo matarían.
«Sleepless» marcó la primera aparición en pantalla de Steven Williams como el nuevo informante secreto de Fox Mulder, «X». Originalmente, el personaje estaba destinado a ser una mujer, y se eligió a una actriz para el papel, pero después de filmar su primera escena, el papel se reformuló con Williams, un actor que tenía experiencia previa con los escritores Glen Morgan y James Wong. Natalija Nogulich, la actriz que originalmente obtuvo el papel, fue reemplazada porque el equipo de redacción sintió que no podía crear la «química adecuada» entre sus compañeros de reparto.

## Recepción
«Sleepless» obtuvo una calificación Nielsen de 8,6, con una participación de 15. Fue visto por 8,2 millones de hogares solo en los Estados Unidos. Stephen Mark fue nominado para un premio Primetime Emmy en 1995 en la categoría «Logro individual sobresaliente en la edición de una serie: producción con una sola cámara», pero no ganó.
Chris Carter disfrutó del episodio y dijo: «Realmente me encanta ese programa. Es una gran idea, bien ejecutado. Tuvimos un buen elenco; Tony Todd fue maravilloso», y dijo que estaba «bellamente dirigido por Rob Bowman». Entertainment Weekly calificó a «Sleepless» con una B+, considerando que la actuación de Tony Todd «eleva una historia simplemente buena a una grandiosa». John Keegan de Critical Myth le dio al episodio 7 de 10, diciendo que era mejor recordado por su introducción de Alex Krycek. El sitio web afirmó además que el episodio fue decente y fue una «exploración bastante estándar» para los primeros episodios de la temporada. David Golder de SFX nombró al episodio uno de los «20 cambios del juego en la televisión de ciencia ficción» debido a la introducción de Krycek.
Robert Shearman y Lars Pearson, en su libro Wanting to Believe: A Critical Guide to The X-Files, Millennium & The Lone Gunmen, calificaron el episodio con cuatro estrellas de cinco. Los dos notaron que Gordon pudo hacer que «el cliché de la culpa de la guerra de Vietnam» se sintiera «muy personal e incluso triste». Sin embargo, Shearman y Pearson señalaron que la revelación de Krycek como enemigo fue «la mayor vergüenza» del episodio. Zack Handlen de The A.V. Club escribió que, si bien el episodio es «su canon estándar de MOTW», es importante porque presenta la presentación en pantalla de Krycek y X..